# مهر و موم شیشه-سرامیک به فلز
مهر و موم شیشه-سرامیک به فلز (به انگلیسی: Glass-ceramic-to-metal seals) که سال هاست وجود دارد، یکی از رایج‌ترین موارد استفاده از مهر و موم لامپ است. اختراع اخیر مهر و موم شیشه سرامیک به فلز است.

## خواص
شیشه سرامیک‌ها مواد سرامیکی پلی کریستالی هستند که با تبلور کنترل شده شیشه‌های مناسب، معمولاً سیلیکات ها تهیه می‌شوند. بسته به ترکیب شیشه شروع و برنامه عملیات حرارتی، شیشه سرامیک‌ها را می‌توان با ویژگی‌های انبساط حرارتی متناسب تهیه کرد. این باعث می‌شود که آنها برای آب‌بندی انواع مختلف فلزات، از تنگستن(w) با انبساط حرارتی کم یا مولیبدن(Mo) گرفته تا فولادهای ضدزنگ با انبساط بالا و سوپر آلیاژهای پایه نیکل، ایدئال باشند.

## فرایند
در شکل‌گیری یک مهر و موم شیشه سرامیک به فلز، قطعاتی که باید به هم متصل شوند ابتدا به طور معمول تحت اتمسفر خنثی گرم می‌شوند تا شیشه ذوب شده و اجازه داده شود تا ان را مرطوب و به قسمت‌های فلزی جریان یابد، تقریباً همان روش تهیه مهر و موم شیشه به فلز معمولی تر است و سپس درجه حرارت به طور معمول به یک مقدار دمایی کاهش می‌یابد که در آن تعداد زیادی هسته میکروسکوپی در شیشه تشکیل می‌شود، سپس درجه حرارت مجدداً به مقداری افزایش می‌یابد که در آن می‌توان فازهای عمده بلوری را تشکیل داد و رشد کرد تا مواد سرامیکی پلی کریستالی با خصوصیات انبساط حرارتی متناسب با قطعات فلزی خاص ایجاد شود.

## نمونه‌ها
«چسب» مات سفید بین صفحه و قیف یک لوله اشعه کاتد تلویزیون رنگی، یک لیوان لحیم بدون ویرایش و مبتنی بر سیستم PbO-ZnO-B2O3 است. در حالی که این مهر و موم شیشه ای از سرامیک به شیشه است، اما حق ثبت اختراع اساسی S.A است. Claypoole مهر و موم‌های شیشه و سرامیک به فلز را نیز در نظر می‌گیرد.